# Cuckoo Passage Cemetery
Le Cuckoo Passage Cemetery  est un cimetière militaire britannique de la Première Guerre mondiale, situé sur le territoire de la commune d'Héninel , dans le département du Pas-de-Calais, à l'est d'Arras.
Cinq autres cimetières militaires britanniques sont implantés sur le territoire de la commune : le Héninel-Croisilles Road Cemetery, le Bootham Cemetery, Héninel, le Héninel Communal Cemetery Extension, le Rookery British  Cemetery et le Chérisy Road East Cemetery.

## Localisation
Ce cimetière est à 1 km à l'est du village, chemin de Chérisy. Situé au milieu des cultures, on y accède par un passage gazonné d'une centaine de mètres.

## Histoire

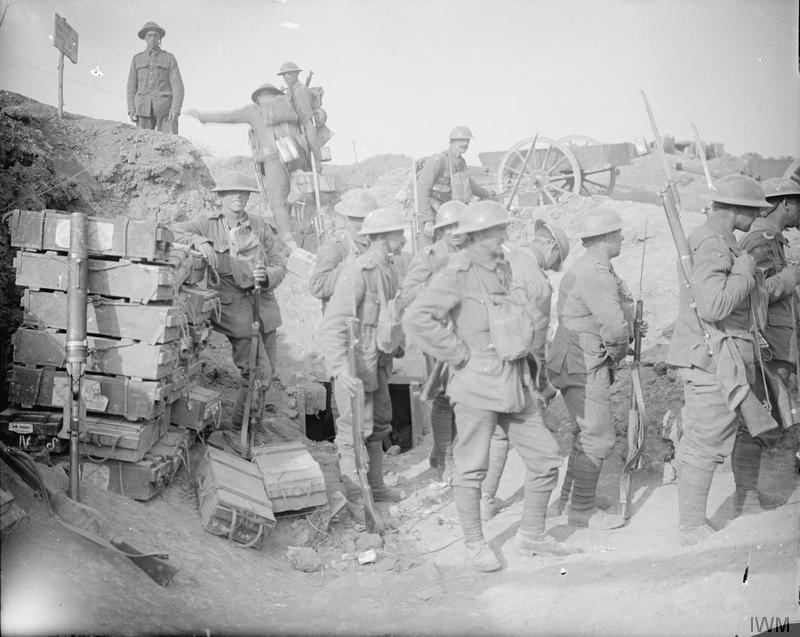
Les soldats britanniques à Héninel le 3 mai 1917.

Aux mains des Allemands dès fin août 1914, le village reste loin des combats jusqu'en mars 1917, date à laquelle les Allemands  évacuent tous les habitants et détruisent complètement les habitations pour transformer la zone en un no man's land à la suite de leur retrait sur la ligne Hindenburg.
Le village d'Héninel est capturé lors d'une tempête de neige le 12 avril 1917 par la 56e Londres et la 21e division. La 50e division Northumbrian, avançant d'Heninel les deux jours suivants, s'empare du village de Wancourt.
Le cimetière Cuckoo Passage (du nom d'une tranchée qui s'étendait du nord-est au sud-ouest à côté du site du cimetière) est commencé en avril 1917 et fermé en mai. Le cimetière contient 54 sépultures de la Première Guerre mondiale, dont une non identifiée.

## Caractéristiques
Ce cimetière a un plan trapézoïdal  aux angles arrondis et est entouré d'un muret de silex. Les tombes sont alignées sur une seule rangée sur deux des côtés.

## Sépultures
| Pays        | Sépultures |
| ----------- | ---------- |
| Royaume-Uni | 54         |

## Galerie

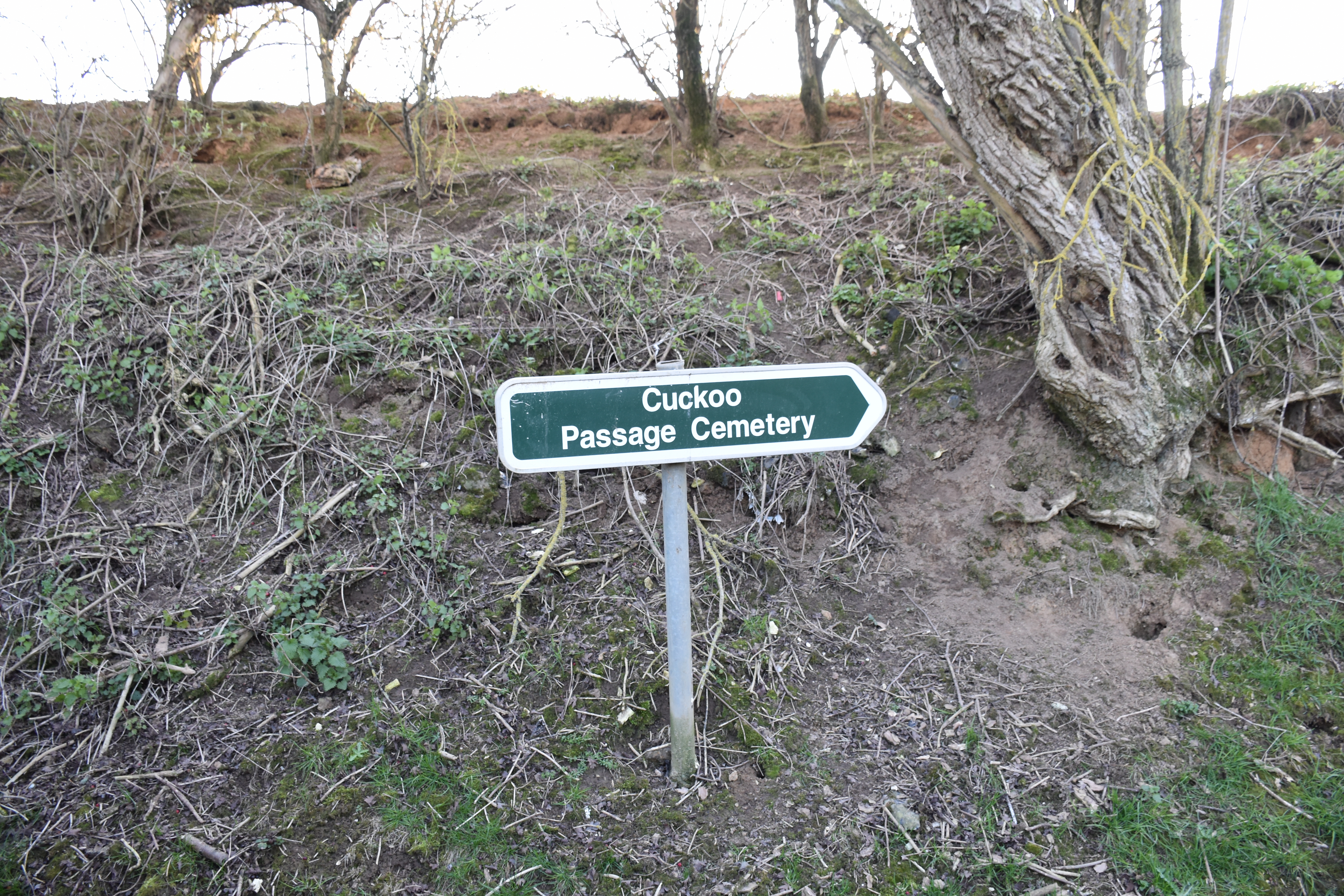
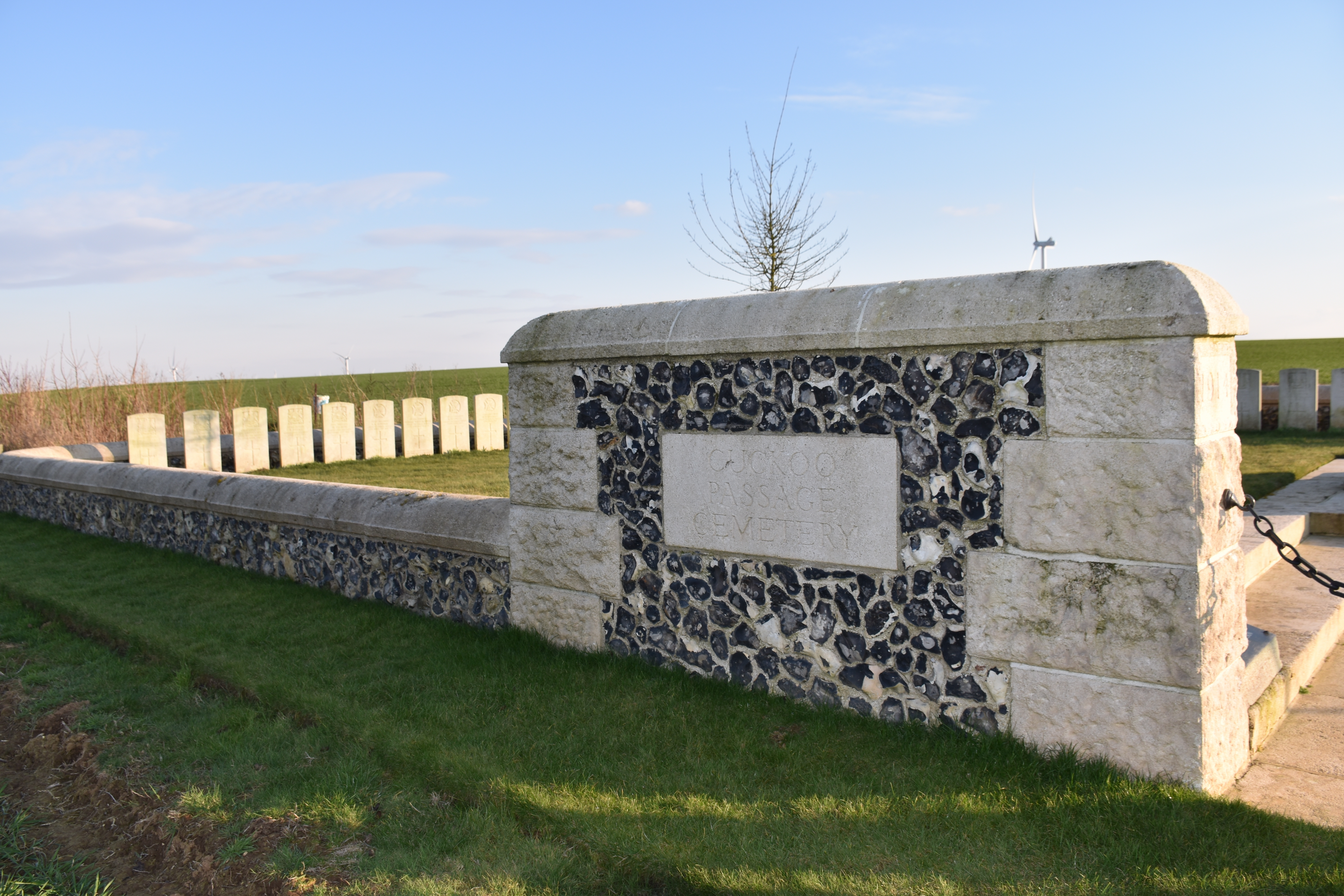
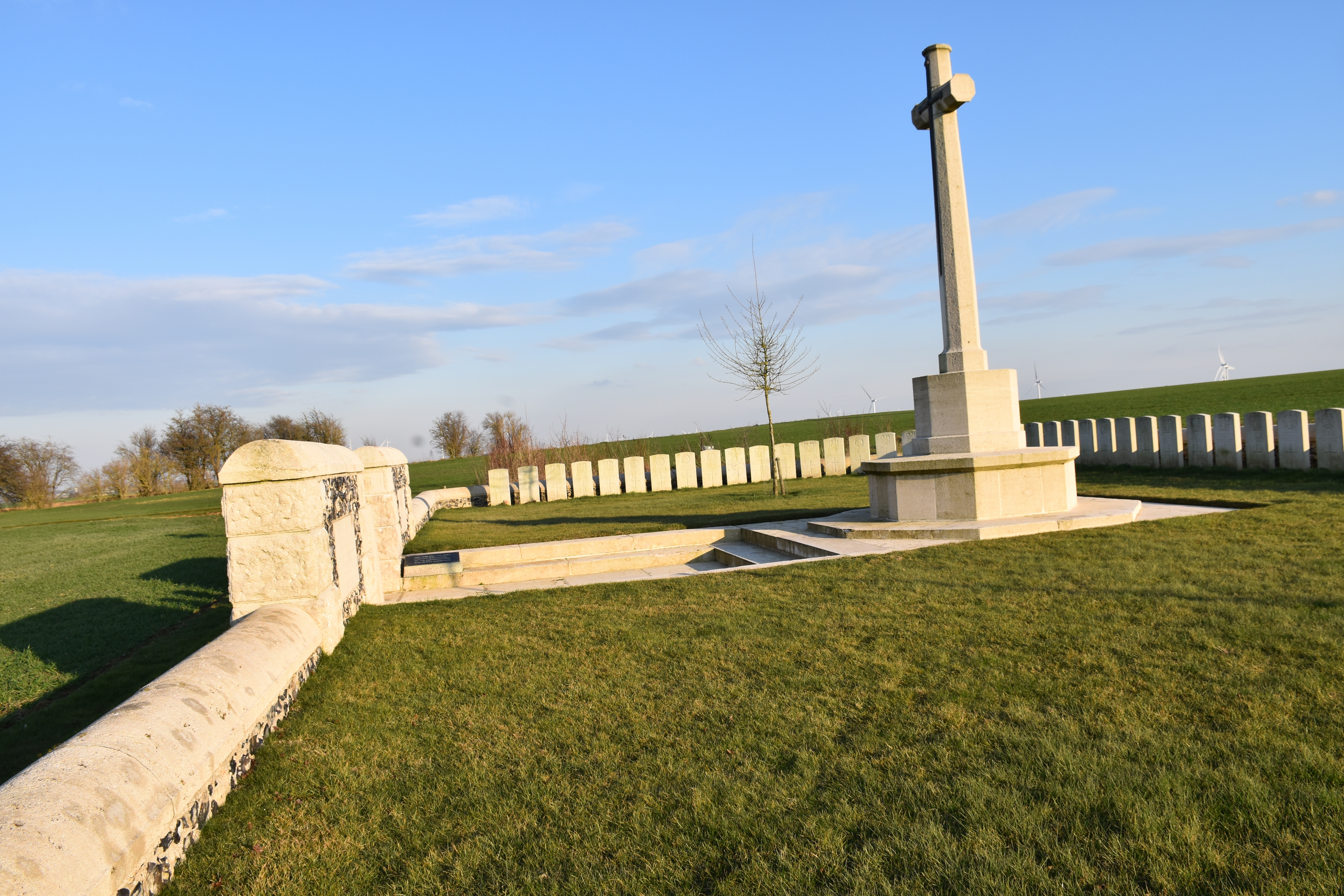
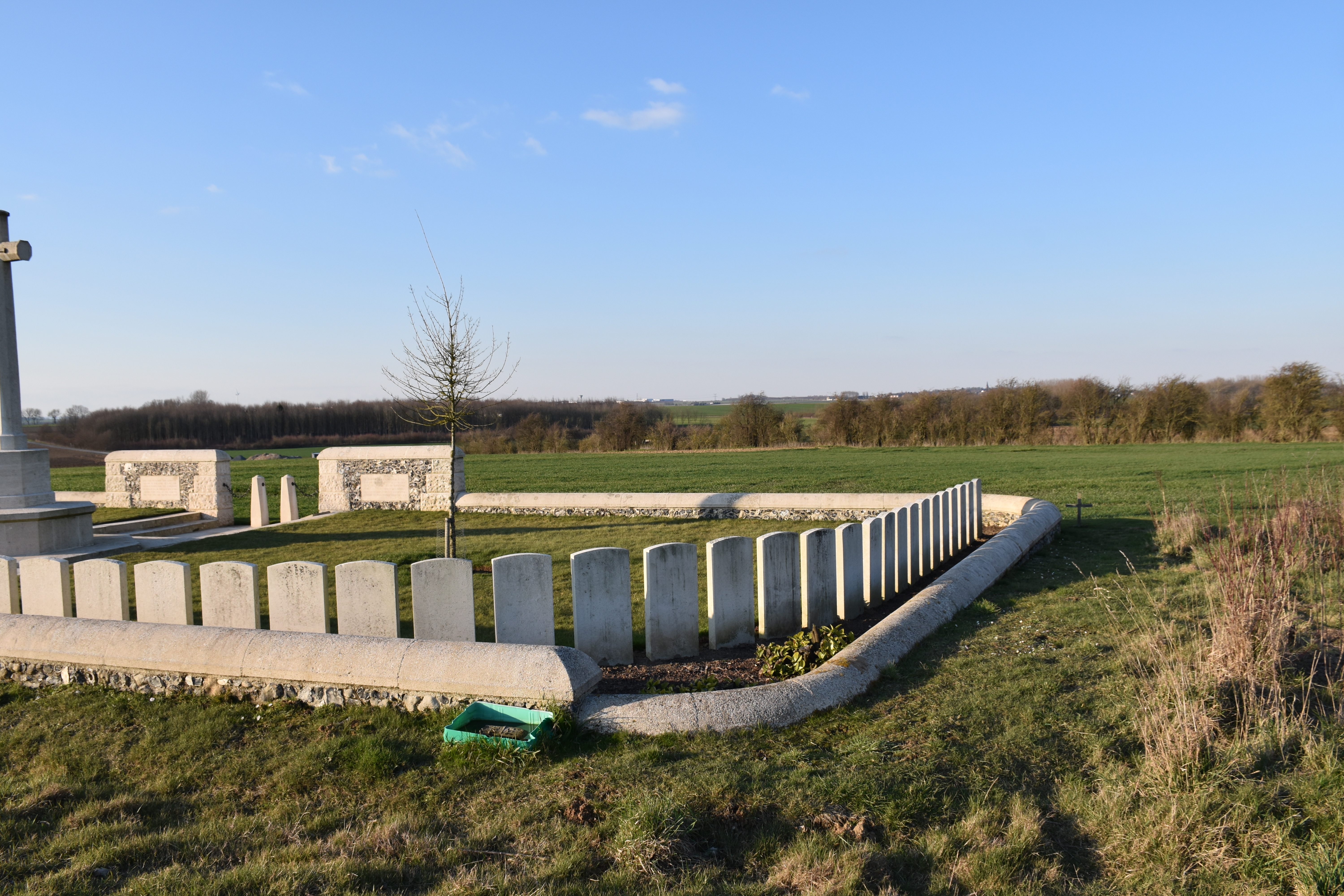
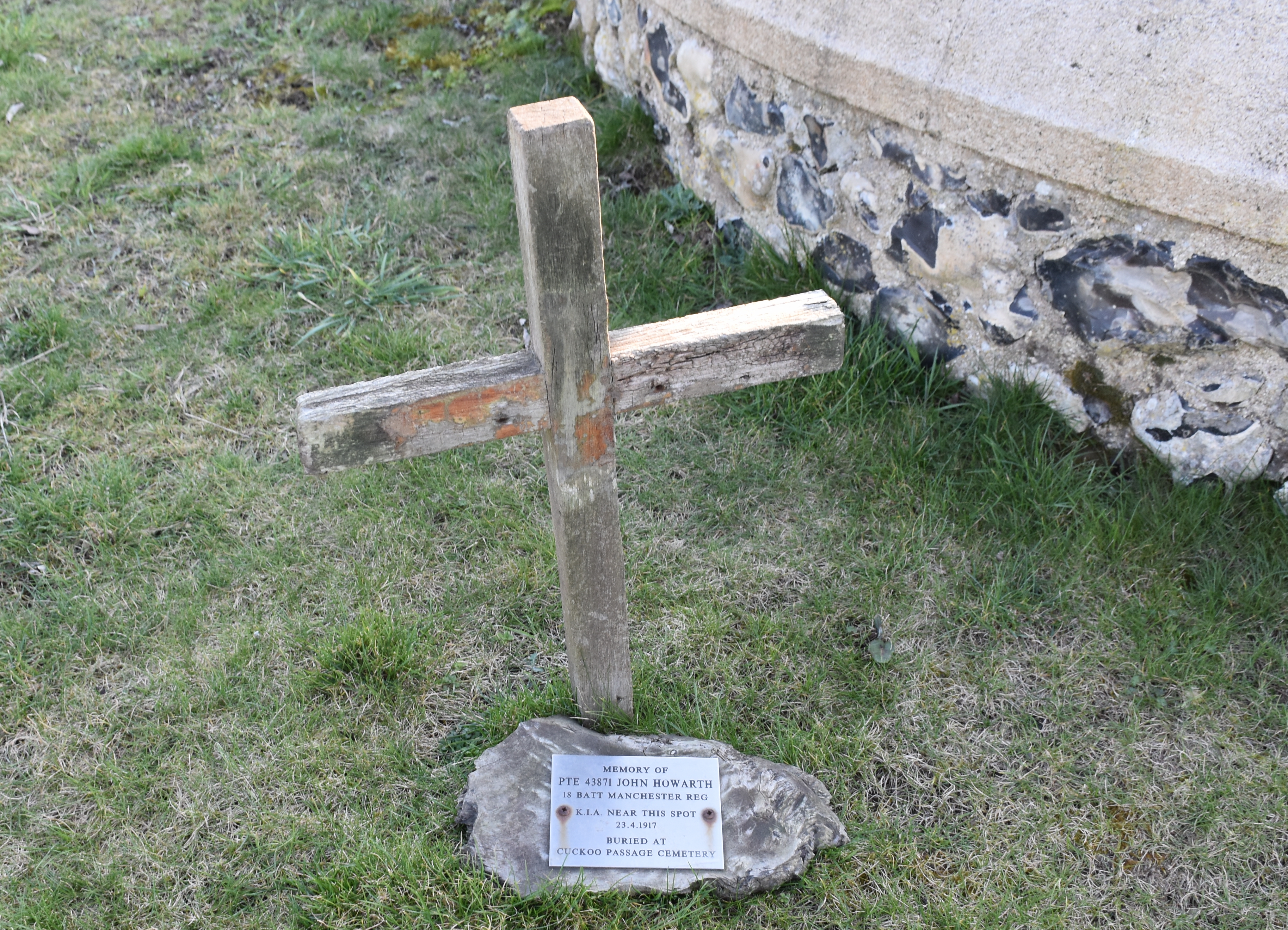
Les tombes alignées en arrondi sur deux des côtés.
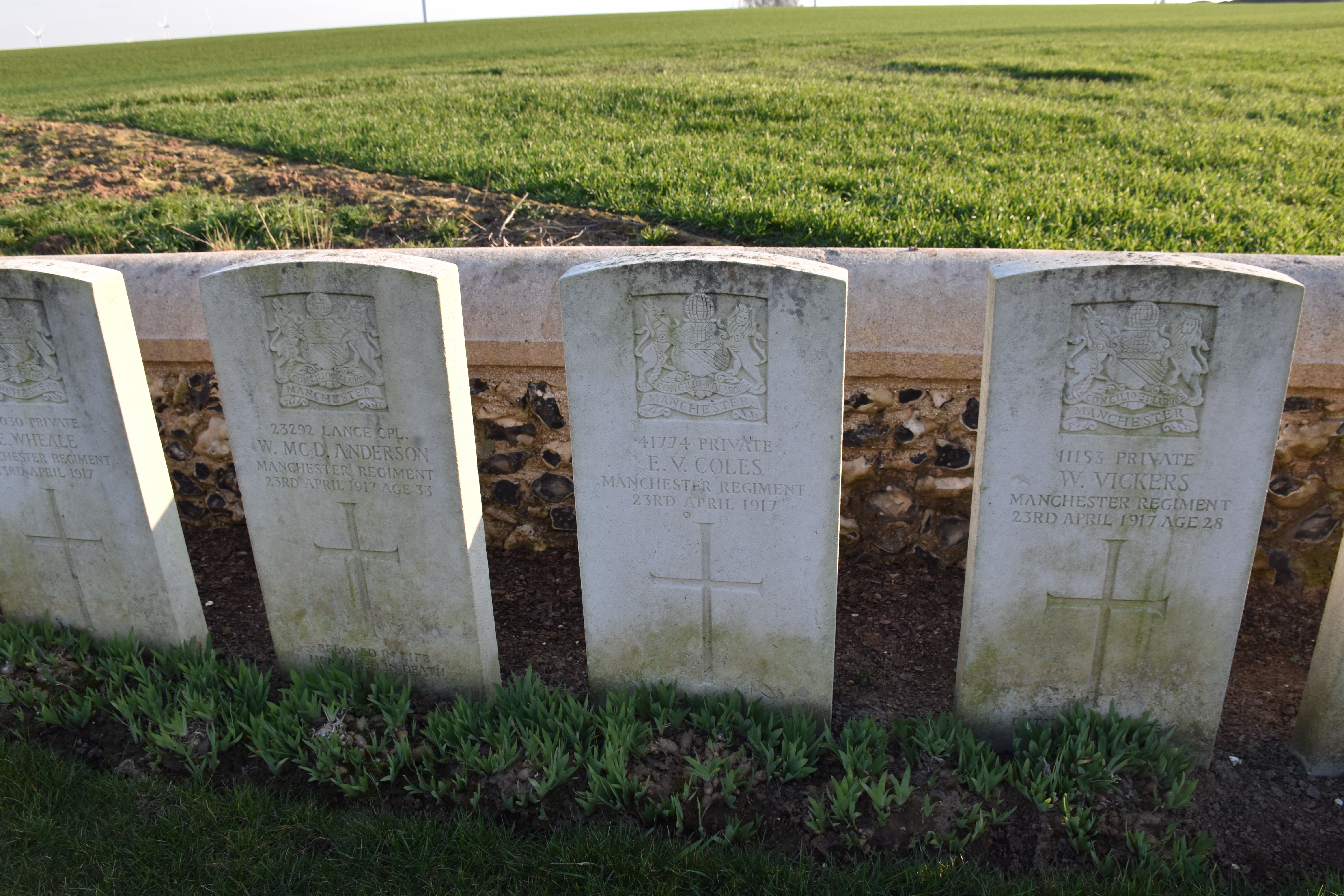
Les tombes de soldats du Manchester Regiment tombés lors des combats du 23 avril 1917.

## Pour approfondir